# فيرخ-إرمين
فيرك-يرمين, فيركنيي-يرمين (بالروسية: Верх-Ирмень) هي مدينة في مقاطعة نوفوسيبيرسك أوبلاست في روسيا.
يبلغ عدد سكانها حوالي 3043 نسمة.